# Шаман Коля
Николай Александрович Талеев, более известный как Шаман Коля (род. 1 апреля 1969, посёлок Нельмин-Нос, Ненецкий автономный округ) — потомственный белый шаман, прославившийся своими прорицательскими и целительскими способностями.

## Биография
Родился в семье рабочих. Воспитывался в детском доме, учился в Ненецкой школе-интернате, а затем — в Ненецком аграрно-экономическом техникуме по специальности «ветеринар». Техникум не окончил, служил в Советской армии на Дальнем Востоке. Работал на рыбокомбинате и на опытной сельскохозяйственной станции. Был членом ненецкой семейно-родовой общины «Вы» («Тундра»).
В 2009 году занимался целительской практикой в Подмосковье.
Всероссийскую известность получил после участия в телевизионной передаче «Прямой эфир» с Михаилом Зеленским 11 октября 2011 года, темой обсуждения в которой был индийский религиозный лидер и гуру Сатья Саи Баба.
С 2017 года проживает в городе Заводоуковск Тюменской области.

## Скандал в Законодательном Собрании Санкт-Петербурга
3 марта 2015 года Николай Талеев по приглашению депутата Игоря Коровина побывал в здании Мариинского дворца, где посетил в том числе зал заседаний законодательного Собрания Санкт-Петербурга, после чего в законодательном собрании и прессе разгорелся скандал. По версии депутата единоросса Виталия Милонова — инициатора скандала, — шаман осуществлял в петербургском парламенте камлание, вызывал духов, то есть проводил религиозный обряд. Депутат потребовал пояснить, на каком основании в дни Великого поста шаман проводил в здании Законодательного собрания свои «бесовские действия», назвал это оскорблением и призвал, чтобы подобные приглашения «колдунов» и «еретиков» не повторялись. Сам Николай Талеев сообщил, что просто собирал плохую энергию в зале заседаний. Члены контрольной группы Законодательного собрания попросили прокуратуру оценить действия шамана. Депутат Игорь Коровин, пригласивший шамана, также категорически отрицал факт камлания в Мариинском дворце.

## Общественная деятельность

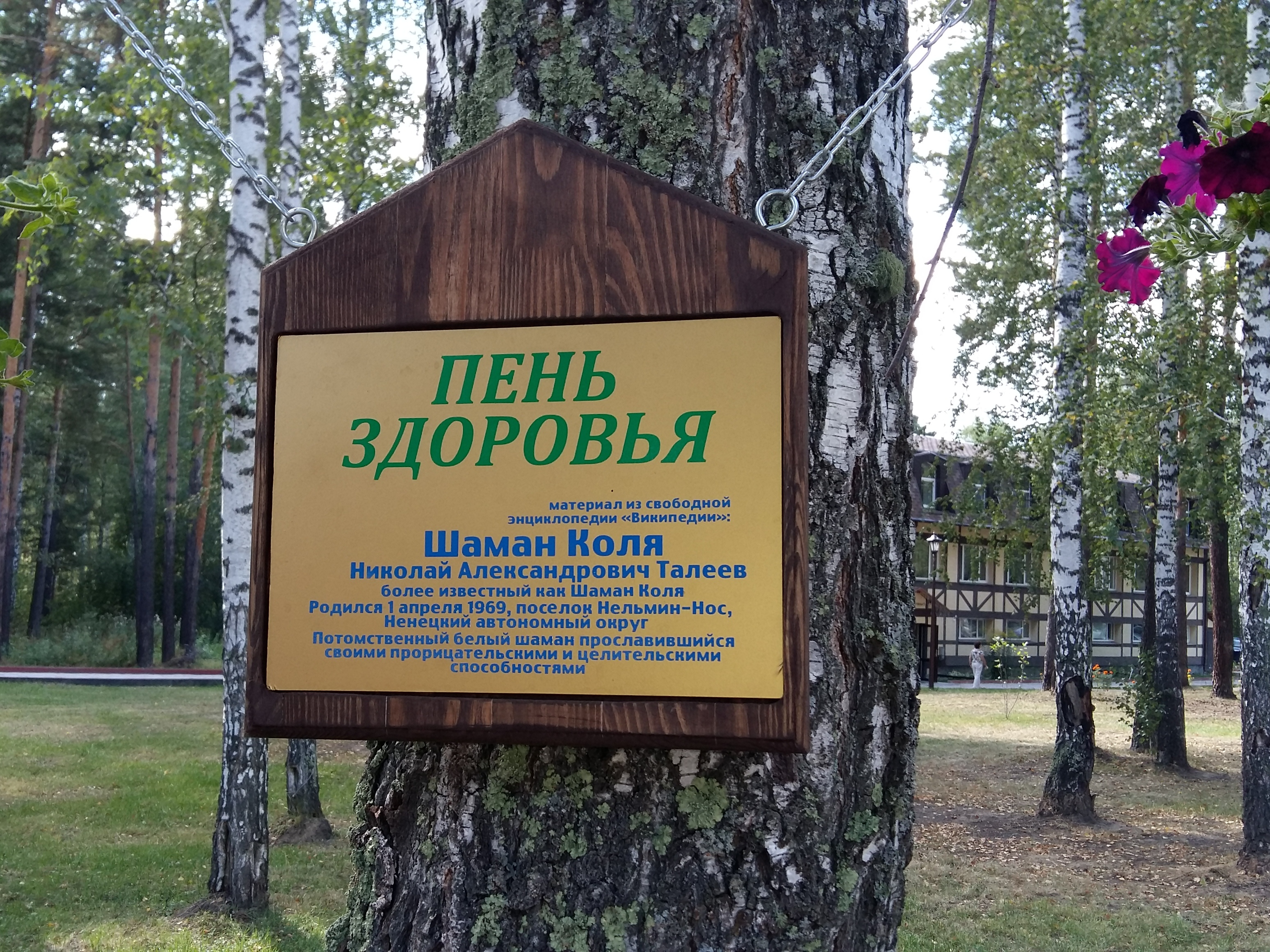
«Пень здоровья» в санатории «Ингала» (возле села Падун Заводоуковского городского округа Тюменской области). Заколдован шаманом Колей (Николаем Талеевым).

10 апреля 2015 года Николай Талеев в святилище «Дом бога» на острове Вайгач совершил ритуал захоронения зла, собранного в разных странах и городах мира.
28 апреля 2015 года шаман в составе делегации Ненецкого автономного округа посетил Совет Федерации, где встретился с Валентиной Матвиенко.
В конце 2015 года было объявлено, что шаман Коля примет участие в съёмках презентационного видеоролика, который Олимпийский комитет России готовит в преддверии Олимпийских игр 2016 года в Рио-де-Жанейро.
В течение 2015 года являлся официальным хранителем «Трубки мира», переданной ему международным шаманским съездом в Норвегии.
Шаману покровительствовал сенатор от Ненецкого АО Вадим Тюльпанов. Николай Талеев предсказывал сенатору будущее и рассказывал о прошлом.

## Предсказания
В феврале 2015 года шаман предсказал Украине ещё семь лет войны, после чего там настанет полное перемирие. Предсказание не сбылось.
В августе 2015 года предсказал укрепление курса рубля через три года, а также объяснил причины возникновения экономического кризиса в России злоупотреблением ресурсами природы. Предсказание не сбылось
Перед выборами губернатора Архангельской области в 2015 году предсказал, что на выборах губернатора Архангельской области во втором туре победит женщина. Предсказание не сбылось.